# Формула-1 — Гран-прі Кореї
Гран-прі Кореї — один з етапів чемпіонату Світу з автогонок у класі Формула-1, перша гонка на трасі відбудеться в сезоні 2010 року. Після кількох місяців чуток, 2 жовтня 2006 було підтверджено, що Гран-прі відбудеться в 2 жовтня 2006, і буде проходити на Міжнародному автодромі Кореї, і буде побудовано з 2007 до кінця 2009. Договір укладений на 7 років, з п'ятирічним опціоном, тобто Гран-прі може проходити аж до 2021 року.

## Переможці Гран-прі
| Рік  | Пілот           | Конструктор | Розташування               | Результат |
| ---- | --------------- | ----------- | -------------------------- | --------- |
| 2010 | Фернандо Алонсо | Ferrari     | Міжнародний автодром Кореї | Результат |